# Ингенболь
Ингенболь (нем. Ingenbohl) — коммуна в Швейцарии, в кантоне Швиц. 
Входит в состав округа Швиц. Население составляет 8209 человек (на 31 декабря 2007 года). Официальный код  —  1364.